# Pugettia quadridens
Pugettia quadridens is een krabbensoort uit de familie van de Epialtidae. De wetenschappelijke naam van de soort is voor het eerst geldig gepubliceerd in 1839 door De Haan.